# 那尔迈
那尔迈，生卒年不詳（英文：Narmer，本义为“凶猛的鲶鱼”），又译納爾邁，是古埃及第一王朝的首位法老，被希罗多德称为“美尼斯”。传说他以武力统一上下埃及，并建都孟斐斯。曾被认为是第一个统一埃及的国王，但根据已发现的有关蝎子王的文物（主要是蝎王权标）来看，蝎子王可能更早地做到了这点。有关那尔迈的重要文物有那尔迈调色板和所谓那尔迈大权标头。

## 统治期

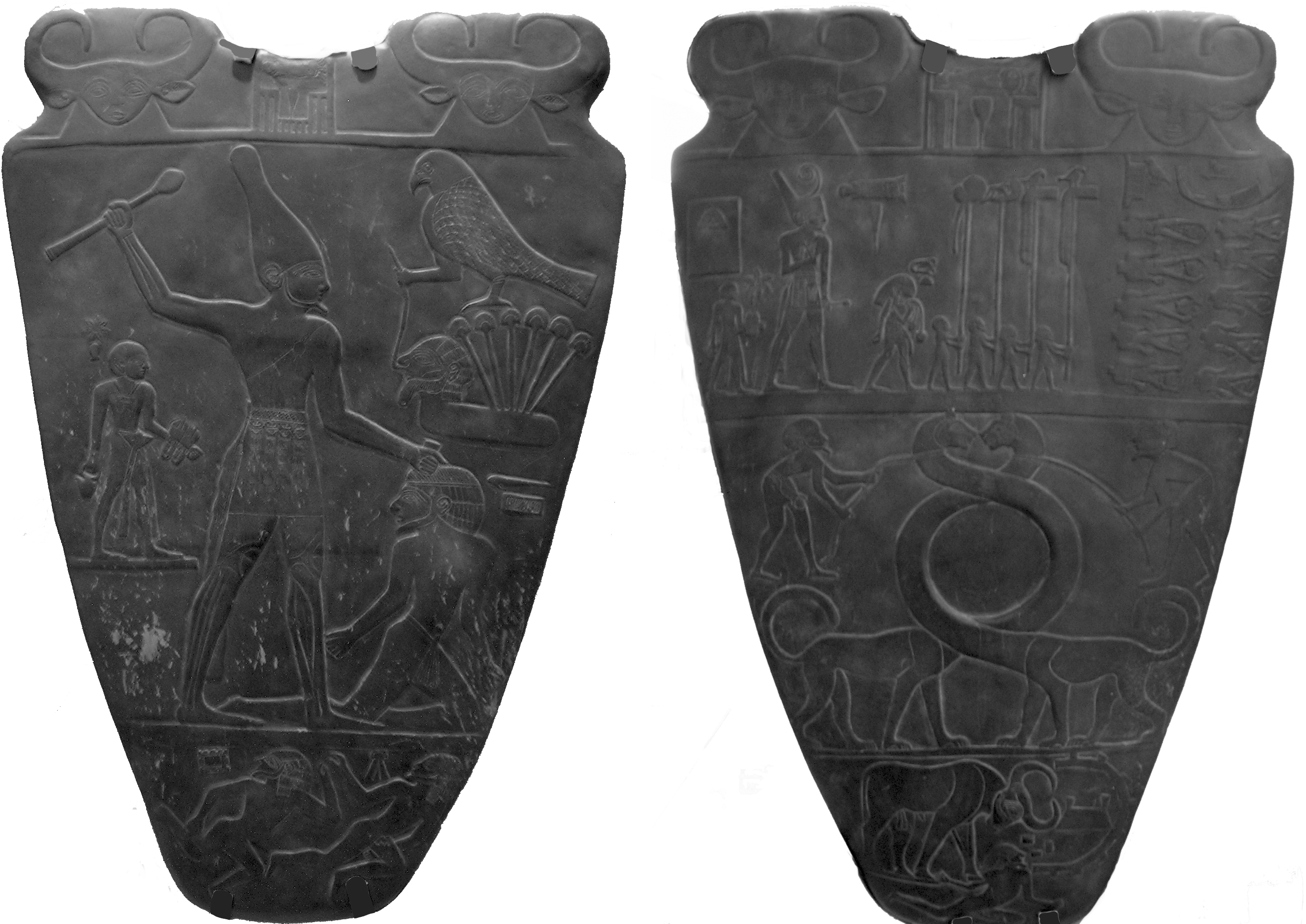
那尔迈调色板的正反两面

1898年，在耶拉孔波利斯发现了著名的那尔迈调色板。在该调色板上，那尔迈佩戴着代表上埃及和下埃及的徽章，人们有此推论他可能已于公元前31世纪统一了上下埃及。但是一直以来，美尼斯都被认为是统一上下埃及者，同时他也是曼涅托王表中的第一位国王，所以那尔迈调色板的发现引发了一些争议。
一些埃及学研究者认为美尼斯和那尔迈是同一个人；也有部分学者认为美尼斯其实是荷尔-阿哈，他从那尔迈那儿继承了一个已经统一的埃及；此外，还有人认为那尔迈开始了统一埃及的进程，但是他未获得成功或者只是获得了部分成功，剩下的统一进程则是由美尼斯完成的。某些学者持美尼斯与那尔迈是同一人的观点是基于出土的数个陶器中出现的代表那尔迈——这位传说中的国王的象形文字符号——Mn。在纳哈尔·提拉哈出土的一块陶片上，人们发现了那尔迈国王的“王宫门面”，其中出现了这位埃及国王的5个王名，其中一个即包含了符号Mn（即代表美尼斯）；而其后则连接着荷鲁斯式王衔“那尔迈”。由此推论即知美尼斯的王名中包括了那尔迈。不过，在各个提到美尼斯的陶片的记载中也有相互矛盾的地方，从而无法确证其真正的身份。
另外一个同样具有说服力的理论认为那尔迈是一位成功统一埃及的国王（可能是蝎子王，人们在耶拉孔波利斯出土的陶器上亦发现了他的名字）的直接继承人，其使用的统一的上下埃及的标符也是从上一代传下来的。最近，在第一王朝法老登和卡的墓中发现的王表都将那尔迈列为王朝的建立者，其继位者为荷尔-阿哈（而其中未提及美尼斯）。
人们认为那尔迈的妻子是奈斯霍特普（意即仁慈的奈斯神），她是北部埃及的一位公主，带有其名字的碑文发现于那尔迈的继任者荷尔-阿哈和哲尔的墓中。这表明她可能是荷尔-阿哈的母亲。

## 王名
在语音学上，那尔迈的王名是由代表鲶鱼（n'r）和凿子（mr）的象形文字符号组成的。他名字的现代变种包括了“荷尔·那尔迈鲁”（Hor Narmeru）或“荷尔·马里纳”（Hor Merinar），但是，学术会议一般习惯称之为那尔迈。

## 陵墓和文物

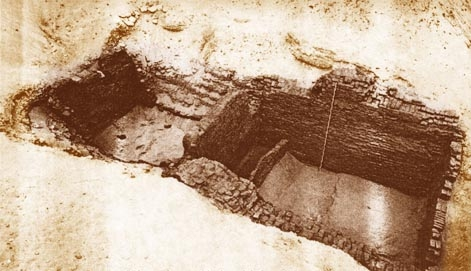
位於乌姆·卡伯的那尔迈的陵墓

那尔迈的陵墓在阿拜多斯的乌姆·卡伯地区被发现，由两个相连的墓室组成，毗邻在其之前的提尼斯城的统治者——卡的陵墓。
1994年夏，纳哈尔·提拉哈探险队的挖掘者在以色列南部发现了一块阴刻陶片，其上记载了亦称为“那尔迈”的王名。考古学家确认该人即为詹姆斯·E·奎贝尔在上埃及发现的那尔迈调色板上所提及的那尔迈。这块铭文是在一块较大的圆形平台上发现的，该处可能是一个存储仓的所在地基。通过矿物学鉴定，人们判定这块陶片是一个于公元前3000年从尼罗河流域传入以色列地区的酒瓮的碎片。
考古学家还发现了当时产于南部迦南，而又传入埃及的陶器，这些陶器上印有那尔迈的王名。此外，还有部分产于阿拉德、恩·贝索、拉法赫和特尔·厄拉尼的陶器。

## 图集

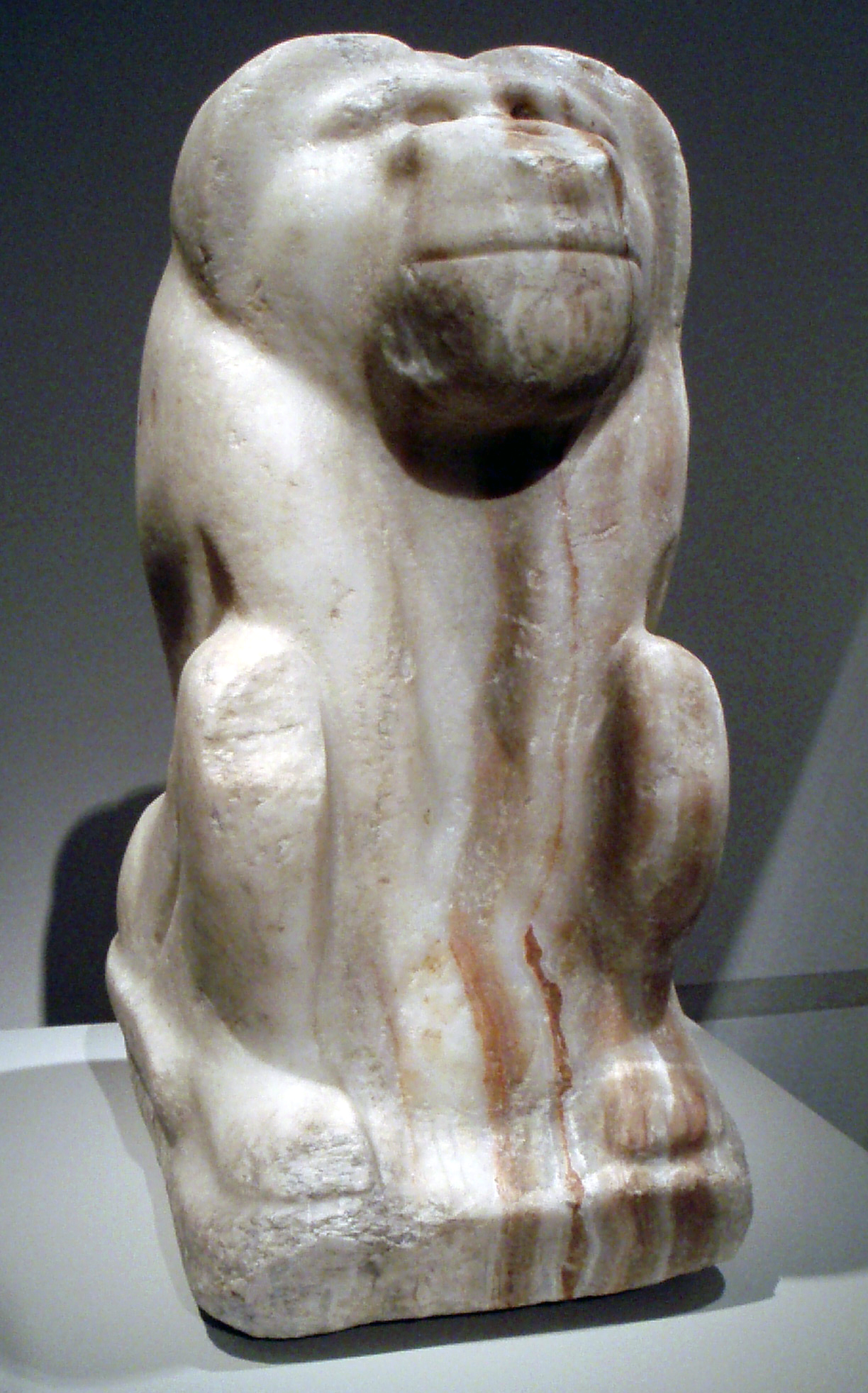
镌刻有那尔迈王名的狒狒神雪花石膏雕像，藏于柏林埃及博物馆。
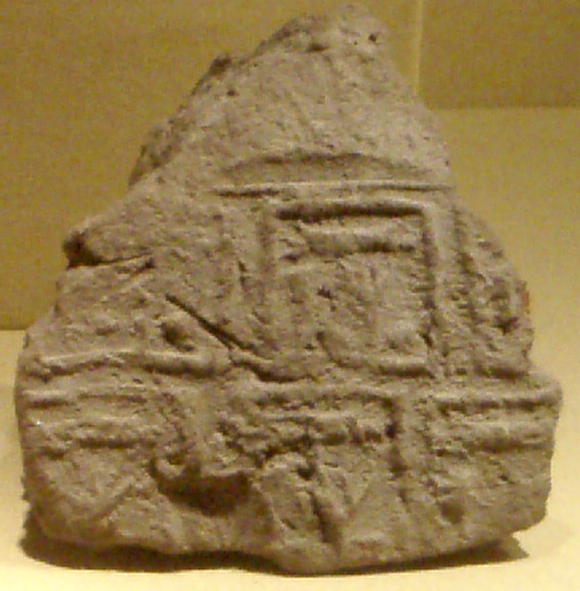
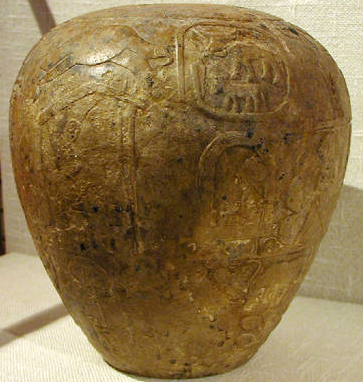
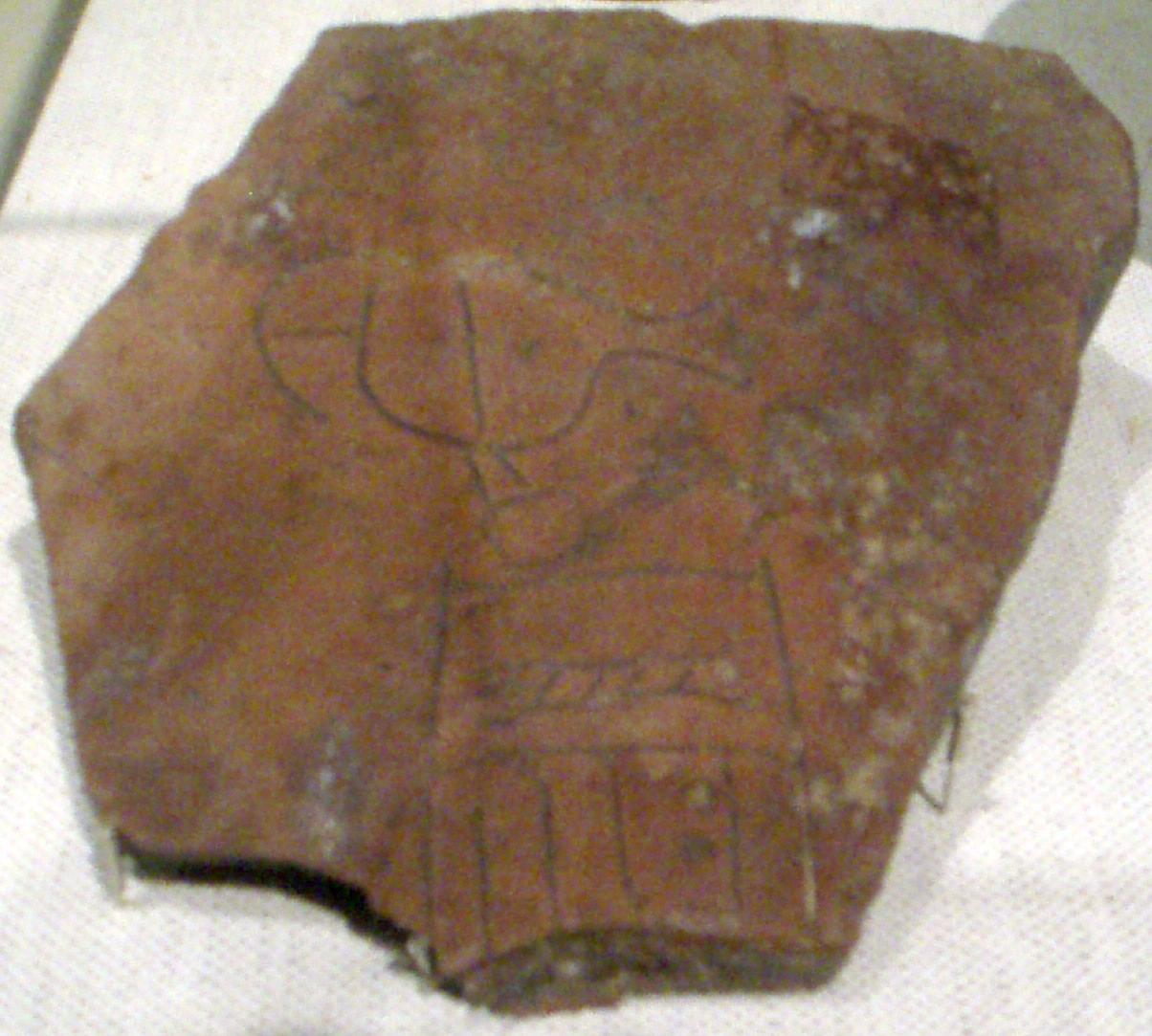

### 引用
1. ↑  .   [2009-10-19]. （原始内容存档于2021-01-26）.
2. ↑  Shaw, op.cit., p. 196.
3. ↑  Gardiner, op.cit., p. 405.
4. 1 2  Gardiner, op.cit.
5. ↑  .   [2009-10-19]. （原始内容存档于2006-06-13）.
6. 1 2  Naomi Porat, "Local Industry of Egyptian Pottery in Southern Palestine During the Early Bronze I Period", in Bulletin of the Egyptological, Seminar 8 (1986/1987), pp. 109-129.

## 外部連結
- The Narmer Catalog （页面存档备份，存于）